# Romanos de África

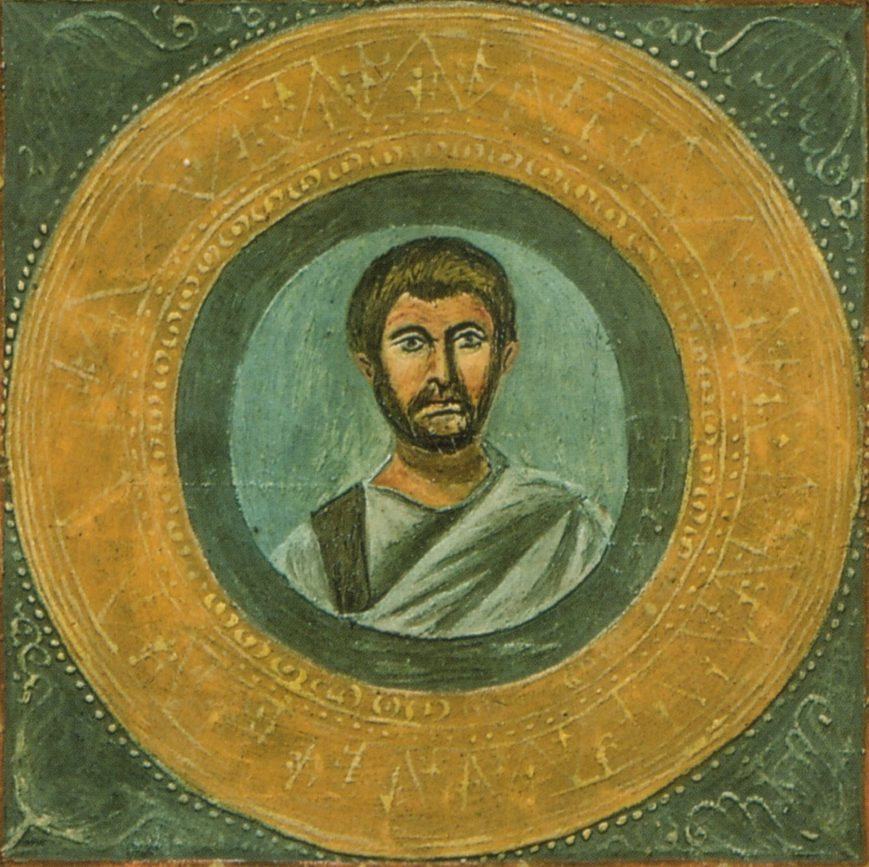
Retrato del poeta romano de África Terencio

Los romanos de África eran la población norteafricana de cultura romanizada y caracterizada por variantes específicas del latín, en un período que va desde la conquista romana en la antigüedad hasta la conquista árabe en la Edad Media.
Los romanos de África vivían en todas las ciudades costeras de la actual Túnez, el oeste de Libia y el este de Argelia. Esta área fue posteriormente rebautizada por los árabes con el término de Ifriqiya, tomado del nombre de la provincia romana.
Los romanos de África eran generalmente bereberes o púnicos, pero también incluían grupos de personas de Roma o de diferentes regiones del imperio como legionarios y senadores.

## Historia
Los romanos de África adoptaron inicialmente el panteón romano durante el periodo republicano, pero más tarde fueron los primeros habitantes provinciales en convertirse al cristianismo: entre sus figuras más famosas se encuentran santas Perpetua y Felicidad, san Cipriano y santo Agustín. A diferencia de los así llamados Mauri, que en su mayoría vivían en el extremo occidental del norte de África y estaban poco romanizados, romanos de África como Septimio Severo y el mencionado Aurelio Agustín sabían hablar el latín y tenían nombres en latín.

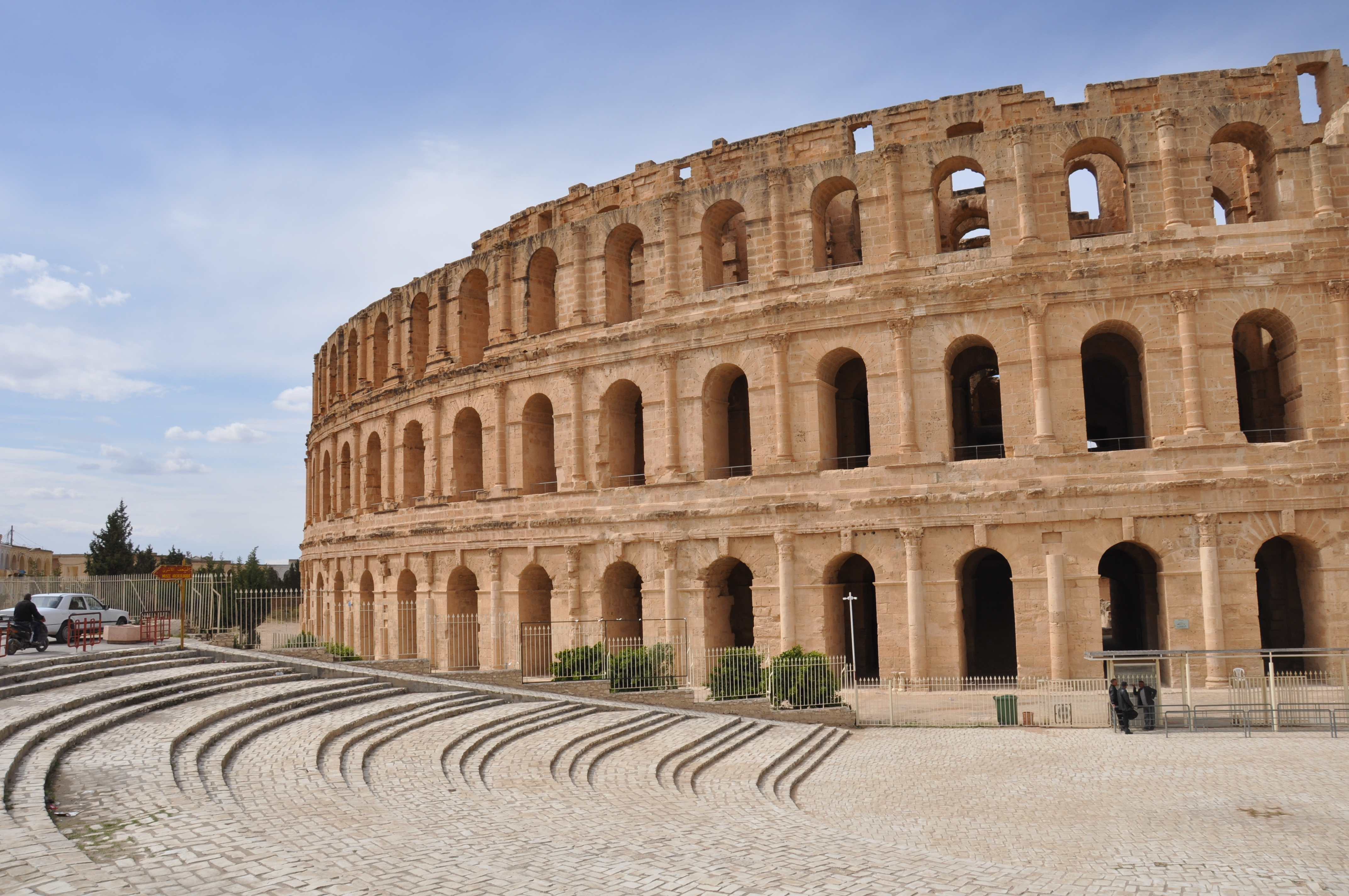
El anfiteatro de El Djem (Túnez).

La provincia africana era una de las más ricas, rivalizada solo por Egipto, Siria y la misma Italia; como resultado, personas de todo el imperio se mudaban allí. Un número sustancial de veteranos del ejército romano vivían en el noroeste de África en las parcelas de tierra prometidas para sus servicio.
Sin embargo, la presencia militar romana en África fue relativamente pequeña, compuesta por unos 28.000 soldados y auxiliares en Numidia. A partir del siglo II d. C., estas estaciones ya empezaron a estar administradas por los nativos. Una comunidad de habla latina relevante se desarrolló a partir de este contexto multiétnico, coexistiendo con las poblaciones de idioma bereber y púnico. Las fuerzas imperiales comenzaron de esta manera a recurrir a la población local.
A la caída del Imperio Romano de Occidente, casi toda la provincia africana había sido completamente romanizada según Mommsen en su The Provinces of the Roman Empire, y alcanzó altos niveles de prosperidad, que se extendieron parcialmente también a territorios en los que las poblaciones residían fuera de limes africano, como los Garamantes y los Getulos.
La población romana de África preservó la lengua latina y la religión católica hasta la conquista islámica, desde la cual se convirtió gradualmente a la religión políticamente dominante hasta la extinción total del cristianismo en el Magreb bajo la dinastía almohade, en el siglo XII. A pesar del proceso de asimilación, el latín local constituí una parte significativa del sustrato en las variantes modernas del bereber y árabe magrebí.
De hecho, los conquistadores musulmanes en el siglo séptimo solían distinguir tres categorías distintas de poblaciones en el noroeste de África: la extranjera de Rūm (Bizancio) y residente en Byzacena, en la cual estaban concentradas las élites administrativas y militares de habla griega; los Rūm Afāriqah, es decir, los romanos de África, que representaban a la comunidad nativa de habla latina en las áreas urbanas; y en fin los Barbar ( بربر ), los agricultores bereberes que poblaban gran parte del interior rural.

La aceptación voluntaria de la ciudadanía romana por parte de los miembros de la clase dirigente en las ciudades africanas ha producido figuras como el poeta cómico Terencio, el orador Frontone de Cirta, el jurista Salvio Juliano de Hadrumetum, el escritor Apuleyo de Madaura, el emperador Septimio Severo de Leptis Magna, los cristianos Tertuliano y Cipriano de Cartago, y Arnobio de Sicca y su alumno Lactancio; el doctor de la Iglesia Agustín de Tagaste, el epigramatista Lussorio de Cartago vandala, y quizás el biógrafo Suetonio, y el poeta Draconcio.
Paul MacKendrick, The North African Stones Speak (1969), UNC Press, 2000, p.326